# Courties
Courties település Franciaországban, Gers megyében. Lakosainak száma 46 fő (2022. január 1.). Courties Armous-et-Cau, Beaumarchés, Louslitges és Tourdun községekkel határos.

## Népesség
A település népességének változása:
| Lakosok száma | 80   | 49   | 61   | 44   | 49   | 53   | 56   | 51   | 49   | 46   |
|               | 1968 | 1982 | 1990 | 2006 | 2013 | 2015 | 2017 | 2019 | 2020 | 2022 |